# Masters de Canadá 1993
El Abierto de Canadá 1993 fue un torneo de tenis jugado sobre pista dura. Fue la edición número 104 de este torneo. El torneo masculino formó parte de los Super 9 en la ATP. La versión masculina se celebró entre el 26 de julio y el 1 de agosto de 1993.

## Campeones

### Individuales masculinos
Mikael Pernfors vence a  Todd Martin, 2–6, 6–2, 7–5.

### Dobles masculinos
Jim Courier /  Mark Knowles vencen a  Glenn Michibata /  David Pate, 6–4, 7–6.

### Individuales femeninos
Steffi Graf vence a  Jennifer Capriati, 6–1, 0–6, 6–3.

### Dobles femeninos
Larisa Neiland /  Jana Novotná vencen a  Arantxa Sanchez-Vicario /  Helena Suková, 6–1, 6–2.